# Tony Meola
Antonio Michael „Tony“ Meola (* 21. února 1969) je bývalý americký fotbalový brankář. Účastnil se MS 1990, MS 1994 a MS 2002.

## Klubová kariéra
S fotbalem začal již na střední škole, poté hrál na Univerzitě ve Virginii pod trenérem Brucem Arenou. Před Mistrovstvím světa 1990 podepsal smlouvu s americkou fotbalovou asociací. Krátce byl na hostování v anglických týmech Brighton & Hove Albion FC a Watford FC a v americkém Fort Lauderdale Striker. Poté hrál halový fotbal, k normálnímu fotbalu se vrátil v únoru 1995, když podepsal smlouvu s Long Island Rough Riders.
Po vzniku Major League Soccer se připojil k týmu New York/New Jersey MetroStars. V letech 1996–1998 odehrál téměř všechny zápasy. V sezoně 1996 stanovil devíti čistými konty ligový rekord, cenu pro nejlepšího brankáře ovšem nezískal. Před sezonou 1999 přestoupil do Kansas City Wizards, většinu sezony 1999 ovšem strávil na marodce. Sezona 2000 byla vrcholem jeho kariéry. Šestnácti čistými konty stanovil nový rekord ligy a byl vyhlášen nejenom nejlepším brankářem roku, ale i nejlepších hráčem ligy. V červnu 2005 přestoupil zpět do MetroStars.

## Reprezentační kariéra
V roce 1987 se zúčastnil Mistrovství světa hráčů do 20 let.
Debut za národní tým odehrál 10. června 1988 proti Ekvádoru. Byl v nominaci na MS 1990. Hned v prvním utkání mistrovství proti Československu inkasoval pět gólů. Američané nevyhráli ani jeden zápas a skončili poslední ve skupině. Dále hrál na MS 1994 a MS 2002. V roce 2006 dosáhl mety 100 reprezentačních zápasů.